# Ardipithecus kadabba
Ardipithecus kadabba es un homínido fósil descubierto en el 2001 por el paleoantropólogo etíope Yohannes Haile-Selassie en la depresión de los Affar, noreste de la actual Etiopía. Se estima que esta especie vivió entre 5,77 y 5,2 millones de años atrás.  
El doctor Haile-Selassie describe el A. kadabba como la probable primera especie de la rama hacia los humanos, luego de la separación evolutiva de la línea común con los chimpancés.
Ardipithecus kadabba muestra una postura erecta, pero con las dimensiones de un moderno chimpancé; poseía caninos largos.
Haile-Selassie (2001) clasificó inicialmente los restos con el rango de subespecie, como Ardipithecus ramidus kadabba, pero tras nuevos hallazgos, Haile-Selassie et al. (2004) los ascendieron al rango de especie, pues la dentición algo más primitiva de A. kadabba obliga a una diferencia taxonómica con A. ramidus. Se sabe, por el fechado de los fósiles, que el Ardipithecus kadabba es cerca de un millón de años más antiguo que el A. ramidus. 